# Rigmor Galtung
Rigmor Galtung (født 21. januar 1969) er en norsk komiker og skuespiller.
Hun er af adelsslægten Galtung, gik på Hartvig Nissens skole og er kendt for sine imitationer af blandt andet Gro Harlem Brundtland. Andre figurer har været Siv Jensen og Kristin Halvorsen (som "Siv og Kristin"), Rosemarie Køhn, Wenche Myhre (som Wenche M.) og Åse Kleveland (som Åse K.).
I 2010 udgav Galtung bogen "Fullt lys og stummende mørke", hvor hun fortæller om sit liv med en bipolar affektiv sindslidelse.

## Optrædener og bidrag
- Egentlig (1993). Studievært.
- Grip ordet komiker (1994). Standup
- Sett på maken (1995). Lagde stemme til Gro Harlem Brundtland.
- 3 fluer (1995–96). En af taxichafførerne
- På G (1998). Første gæst.
- Kokkekamp (1999). Deltager.
- Bumerang (TV-serie) (2000). Deltager.
- Gjett hva jeg gjør (2001). Deltager.
- Ballen i øyet (2002). En patient.
- Rundt et flygel (2003). Gæst.
- Hotel Cæsar (2004). Med i en episode.
- Tonje Steinsland møter... (2005). Gæst.
- Ta deg sammen (2005). Indlæg.[2]
- Den lille redningsskøyta Elias (2005–07). Krana i Lunvik (stemme).
- Flinke piker gråter ikke (2006). Foredrag, eget manuskript.
- Fredag (fjernsynsprogram) (2006). Gæst.
- En lattergals bekjennelser (2007). Standup, eget manuskript, regi af Jon Schau. Fremført på turne og ved Oslo Nye Teater.
- Surf's Up (2007). Lagde stemme til Edna Maverick.